# Abulghazi Bahadur
Abu al-Ghazi Bahadur  (ouzbek : Abulgʻozi Bahodirxon, ou Aboulgazi, Ebulgazi, Abu-l-Ghazi, 24 août 1603 – 1663) est un khan du khanat de Khiva de 1643 à 1663. Avant de devenir khan, il a passé dix ans en Perse et était très éduqué, ayant écrit deux ouvrages historiques sur le dialecte de Khiva de la langue tchaghataï.
L'astéroïde (16413) Abulghazi est nommé en son honneur.

## Œuvres

### Histoire des Turks et Mongols
Le Shajare-i Türk ou « Généalogie des Turks », l'œuvre majeure d'Abu al-Ghazi, est une histoire des peuples turco-mongols basée sur dix-huit sources historiques (dont celles de Rashid al-Din et Sharaf ad-Din Ali Yazdi) corrigée par les sources orales recueillies durant son éducation de prince.
Un manuscrit acheté à un marchand de Boukhara par un officier suédois prisonnier en Sibérie avait été traduit par lui, puis retraduit en diverses langues (en français, à Leyde, 1726 ; en russe, 1768-1774 ; en allemand et en anglais, 1780). L'édition majeure cependant fut en 1871-1874 celle du baron Desmaisons qui avait pu aussi se servir d'un autre document.